# Брамський Казимир Антонович
Бра́мський Казими́р Анто́нович (нар. 22 січня 1935, с. Шарки Деражнянського району Кам'янець-Подільської області — 13 січня 2025, Київ) — український інженер, історик міського електричного транспорту Києва, дослідник Куренівської трагедії. Член Національної спілки журналістів України та Українського товариства охорони пам'яток історії та культури.

## Біографія

Пам'ятник трамвайникам котрі загинули на робочих місцях під час Куренівської трагедії 1961 року

Пам'ятник встановлений в честь сторіччя трамвайного руху у Києві

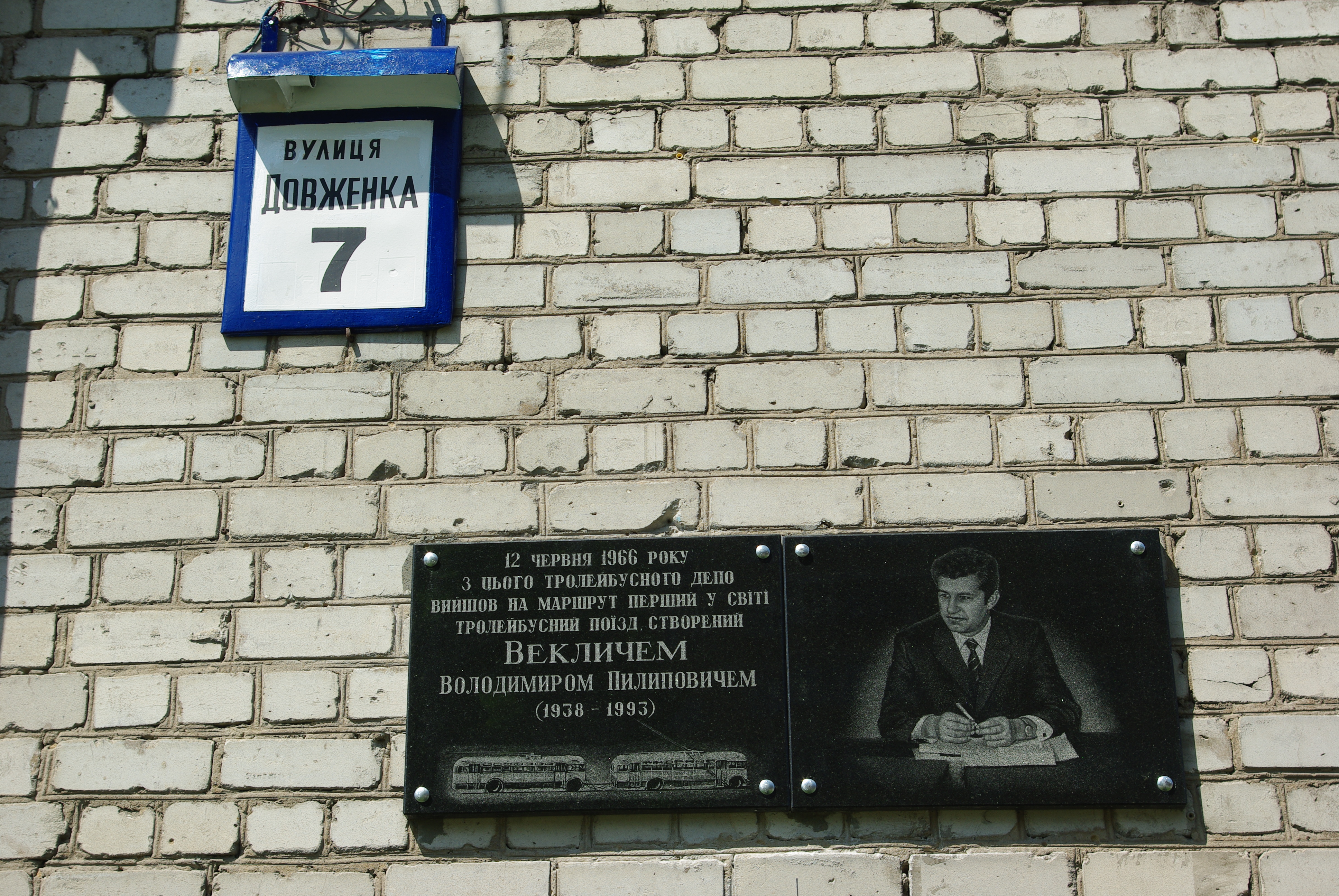
Меморіальна дошка винахіднику тролейбусного поїзда Володимиру Пилиповичу Векличу на адміністративній будівлі другого тролейбусного депо

Народився 22 січня 1935 року у родині селян. У 1959 закінчив середню школу та поступив до Харківського інституту інженерів комунального будівництва, який закінчів у 1964 році. З того часу працює на міському електротранспорті Києва на інженерних посадах. З 1975 по 2015 рік очолював технічний відділ Трамвайно-тролейбусного управління, комунального підприємства «Київелектротранс», комунального підприємства «Київпастранс».
Автор (співавтор, упорядник) цілого ряду публікацій з історії електротранспорту Києва та його персоналій. З 1967 року почав друкуватись у багатотиражній газеті підприємства «Київський електротранспорт», технічних журналах і періодичній пресі. Автор статей «Трамвай» і «Тролейбус» в Енциклопедичному довіднику «Київ», що вийшов друком до 1500-річчя міста Києва, статей в Енциклопедії Сучасної України: «Веклич Володимир Пилипович», «Гаккель Яків Модестович», «Дяконов Василь Кирилович», «Абрагамсон Артур Адольфович».
Зробив свій внесок в оформлення експозиції музею київського електротранспорту. Ним були оформлені персональні стенди присвячені видатним электротранспортникам - Володимиру Векличу, Василю Дяконову, Станіславу Бейкулу та Ісааку Кацову. Ним був також оформлений стенд пам'яті Лідії Лівінській.    
Зробив значний внесок в дослідження Куренівської трагедії. За ініціативою Казимира Антоновича та директора музею київського електротранспорту Лівінської Лідії Архипівни у пам'ять про загиблих під час Куренівської трагедії працівників електротранспорту біля  входу в депо у 1995 році встановлено Пам'ятний знак, на його території  оформлено каплицю та організовано збір даних про загиблих. Завдяки їх кропіткій праці складено повний список загиблих на робочих місцях електротранспортників.
При підготовці до відзначення сторіччя першого у Східній Європі київського трамвая ініціював та організував роботи по створенню, виготовленню та встановленню Пам'ятного знака. Знак було встановлено і урочисто відкрито 14 червня 1992 року на Поштовій площі.
При підготовці до святкування 50-річчя виходу на маршрут першого у світі тролейбусного поїзду винахідника Володимира Веклича став ініціатором установки пам'ятного знаку присвяченого цій події, урочисте відкриття якого відбулося 14 червня 2016 року.
Помер 13 січня 2025 року в Києві. Похований в місті Деражня.

## Громадсько-політична діяльність
Ряд своїх публікацій присвятив збереженню промислової архітектури Києва.

## Основні праці
- Бейкул С. П., Брамский К. А. Київський трамвай 1892–1992 (до сторіччя з дня пуску в експлуатацію) — К.: Будівельник, 1992. — 96 с. — ISBN 5-7705-0495-1.
- Брамський К. А.  Київському трамваю 115 років. — К., 2007 — 28 с., 99 іл.
- Енциклопедія сучасної України: в 25 т. / Під ред. І. М. Дзюби та ін. — Київ : 2005. — Т. 4. — С. 187 — ISBN 966-02-3354
- Енциклопедія сучасної України: в 25 т. / Під ред. І. М. Дзюби та ін.— Київ : 2005. — Т. 8. — С. 584
- Брамський К. А. Перший у світі тролейбусний потяг // Міське господарство України. — 2013. — № 4. — С. 30–31. — ISSN 0130-1284.
- Брамський К. А. Світлий розум і велич доктора Веклича // Міське господарство України. — 2003. — № 4. — С. 44–45. — ISSN 0130-1284.
- Брамський К. А. Дарницькому трамвайному депо - 55 // Міське господарство України.- 2014. - № 1. - С. 36-37. - ISSN 0130-1284
- Вперше у світі (Збірник спогадів про Володимира Пилиповича Веклича) / Під. ред. К. А. Брамського. — К., 2013 — 28 c. 12 іл.
- Брамський К. А. Український тролейбус починався так… // Міське господарство України. — 2005. — № 3. — С. 37–40. — ISSN 0130-1284.
- Брамський К. А.  Тролейбусний транспорт столиці України. — К., 2005 — 20 с., 44 іл.
- Брамський К. А. Тролейбусне депо № 2 столиці України. — К., 2006 — С. 10
- Брамський К. А. Тролейбусний потяг Володимира Веклича // Всеукраїнська технічна газета. — 2003. — 11 грудня.
- Брамський К. А. Першому в Україні київському тролейбусу 75 років // Питання історії науки і техніки . — 2011. — № 1. — С. 64-69. — ISSN 2077-9496
- Брамський К. А. Київський тролейбус в історії і перспективі // Всеукраїнська технічна газета. — 2005. —— 22 вересня. — С. 6–7.
- Пам'яті товариша // Київський електротранспорт. — 1993. — 25 серпня. — С. 2.
- Брамський К. А. Історія електротранспорту міста Києва в особах. — К., 2001. — 60 с, 17 ил.
- Брамський К. А.  Технічний відділ Київського трамвайно-тролейбусного управління. — К., 2013 — 26 с., 30 іл.
- Брамський К. А. Випускники Харківської академії міського господарства на столичному електротранспорті К: 2009 — 40 с., 33 іл.
- Брамський К. А.  Чим запам'ятався нам 2013-й рік. — К., 2014 — 75 с., 98 іл.
- Брамський К. А.  Куренівська трагедія. — К., 2011 — 26 с., 10 іл., 1 сх.
- Брамський К. А.  Наша довгожителька. — К., 2007 — 32 с., 23 іл.
- Стаття «Київський фунікулер» в угорському журналі «Városi Közlekedés» («Міський транспорт»)
- Проспекти «Київський швидкісний трамвай», «Пасажирський транспорт м. Києва» та «Наземний пасажирський транспорт столиці України»
- Брамський К. А. З історії розвитку громадського транспорту в місті Києві // Сайт kievtransport.com.ua
- Брамський К. А. Пам'яті Веклича Володимира Пилиповича присвячується // Сайт «Укрелектротранс»
- Брамський К. А. Пам'ятка промислової архітектури під загрозою знищення [Архівовано 7 лютого 2015 у Wayback Machine.]